# Џорџ Стрејт
Џорџ Харви Стрејт Старији (енгл. George Harvey Strait Sr.; Потит, 18. мај 1952) амерички је певач, текстописац, глумац и музички продуцент. Због свог снажног утицаја на кантри музику, назван је „краљем кантри музике”. Тренутно држи рекорд за највећи број песама на врху разних топ-листа, у било ком музичком жанру.

## Биографија
Рођен је 18. маја 1952. године у Потиту. Одрастао је у оближњем Пирсолу, где му је отац радио као професор математике у средњој школи и био власник сточног ранча од 810 ha изван Биг Велса. Породица је радила на ранчу викендом и лети. Када је ишао у четврти разред, отац и мајка су му се развели, а мајка се одселила са његовом сестром Пенси. Џорџа и његовог брата Џона Млађег (1950—2009) одгајао је отац.
У децембру 1971. оженио се својом девојком из школе, Нормом. Прво дете, Џенифер, добили су 6. октобра 1972. Сина, Џорџа Харвија Стрејта Млађег, добили су 1981. Џенифер је погинула у саобраћајној несрећи у Сан Маркосу 25. јуна 1986. у доби од 13 година. Породица је основала фондацију Џенифер Лин Стрејт, која донира новац добротворним организацијама за децу у области Сан Антонија.

## Дискографија
- (1981)
- (1982)
- (1983)
- (1984)
- (1985)
- 7 (1986)
- (1987)
- (1988)
- (1989)
- (1990)
- (1991)
- (1992)
- (1992)
- (1993)
- (1994)
- (1996)
- (1997)
- (1998)
- (1999)
- (2000)
- (2001)
- (2003)
- (2005)
- (2006)
- (2008)
- (2009)
- (2011)
- (2013)
- (2015)
- (2019)